# Octolasmis geryonophila
Octolasmis geryonophila is een rankpootkreeftensoort uit de familie van de Poecilasmatidae. De wetenschappelijke naam van de soort is voor het eerst geldig gepubliceerd in 1907 door Pilsbry.